# Chileuma serena
Chileuma serena är en spindelart som beskrevs av Platnick, Shadab och Sorkin 2005. Chileuma serena ingår i släktet Chileuma och familjen Prodidomidae. Inga underarter finns listade i Catalogue of Life.